# Maisons et tour de Mirault
Les maisons et tour de Mirault, situé aux 11-13-13bis place du Palais à Avignon, dans le département du Vaucluse.

## Histoire
Le monument est inscrit aux Monuments historiques par arrêté du 16 mai 1927.

## Galerie

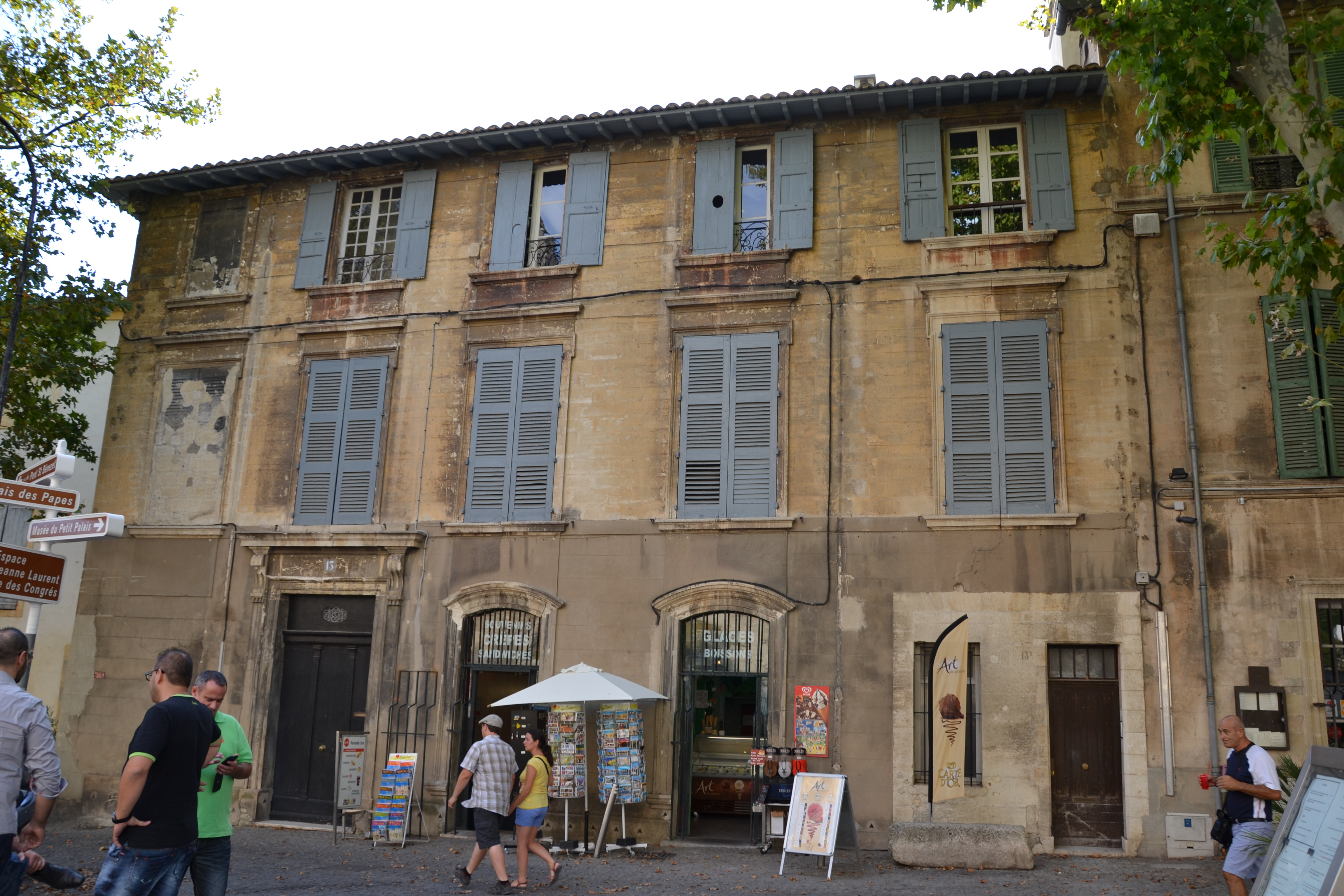
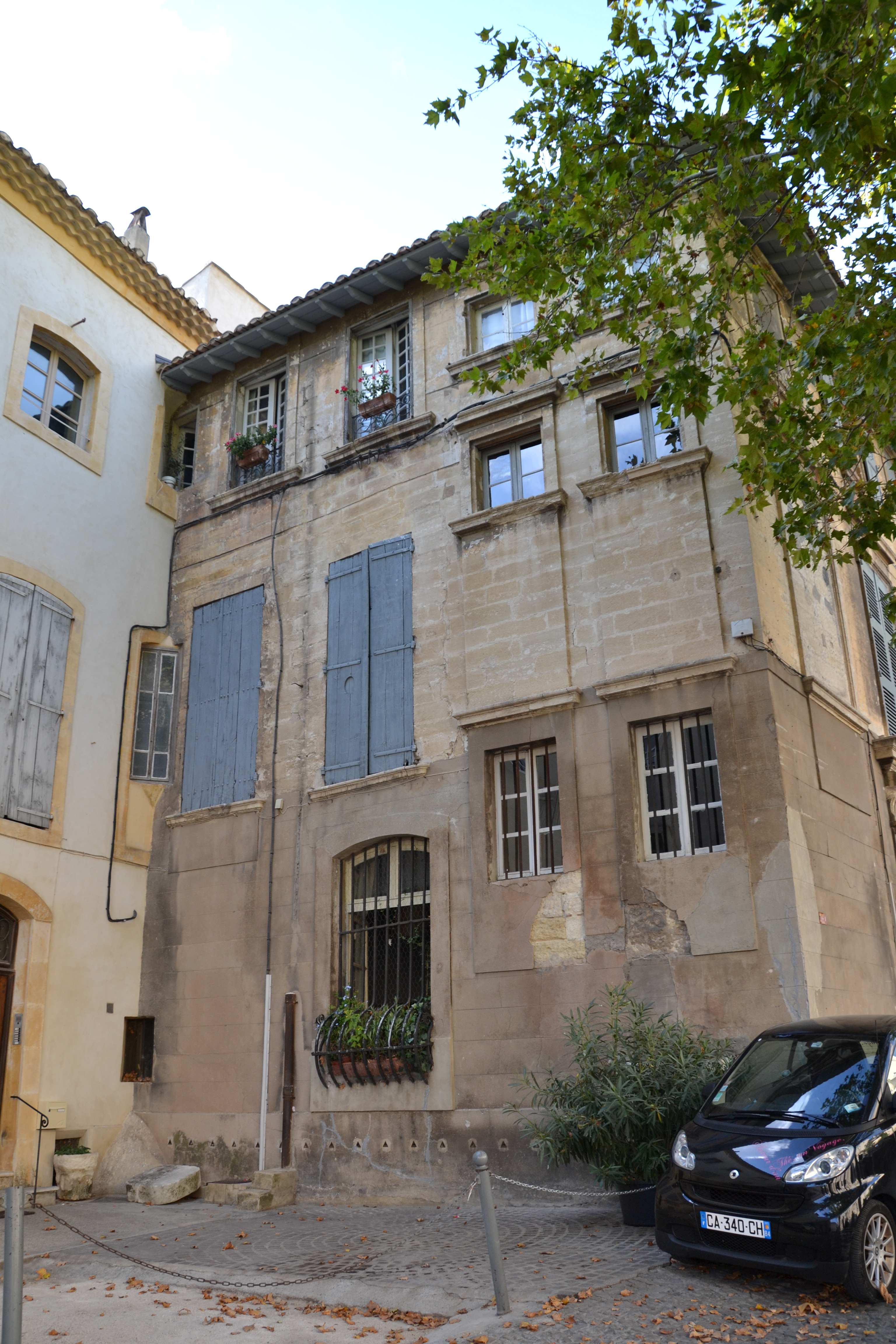
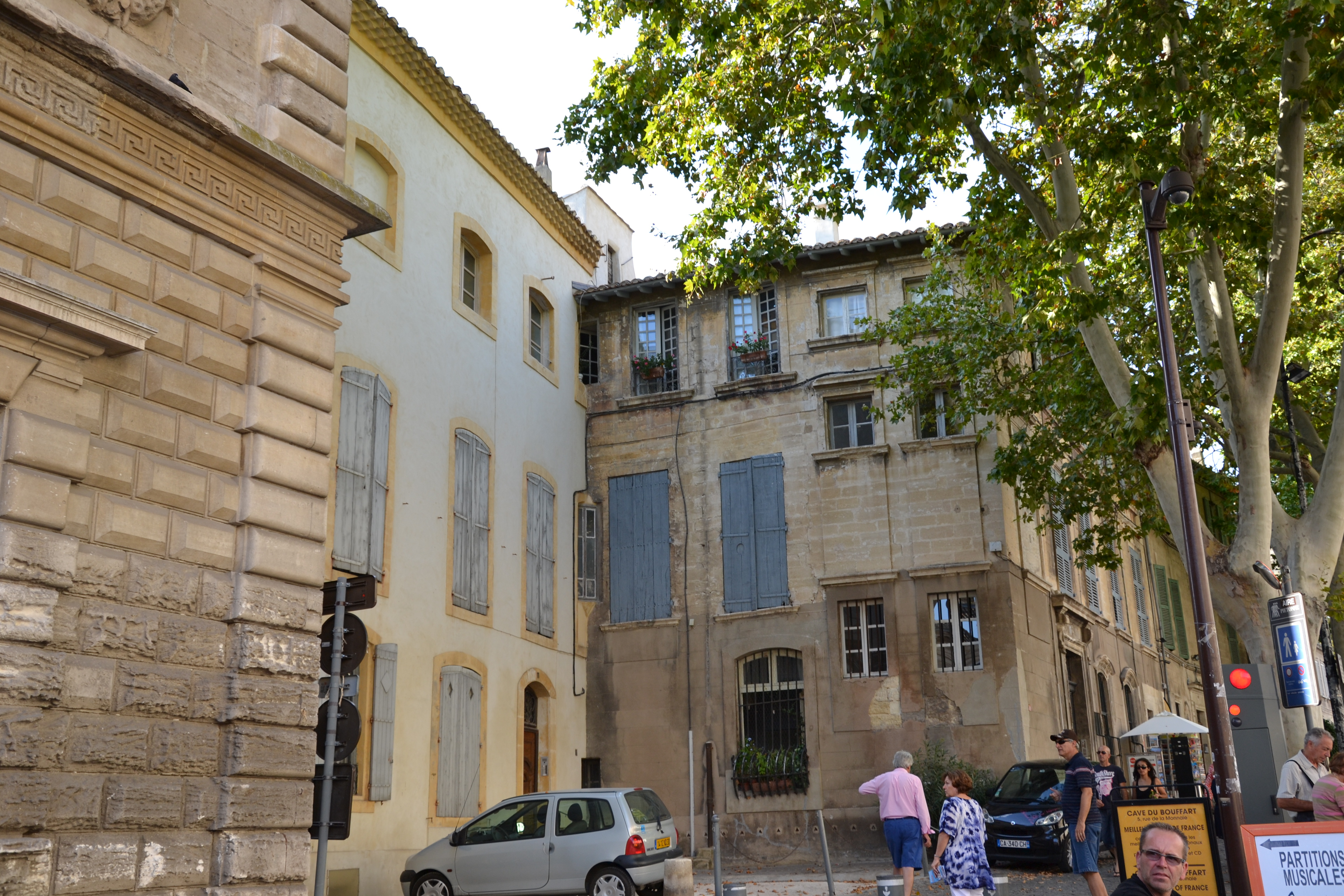
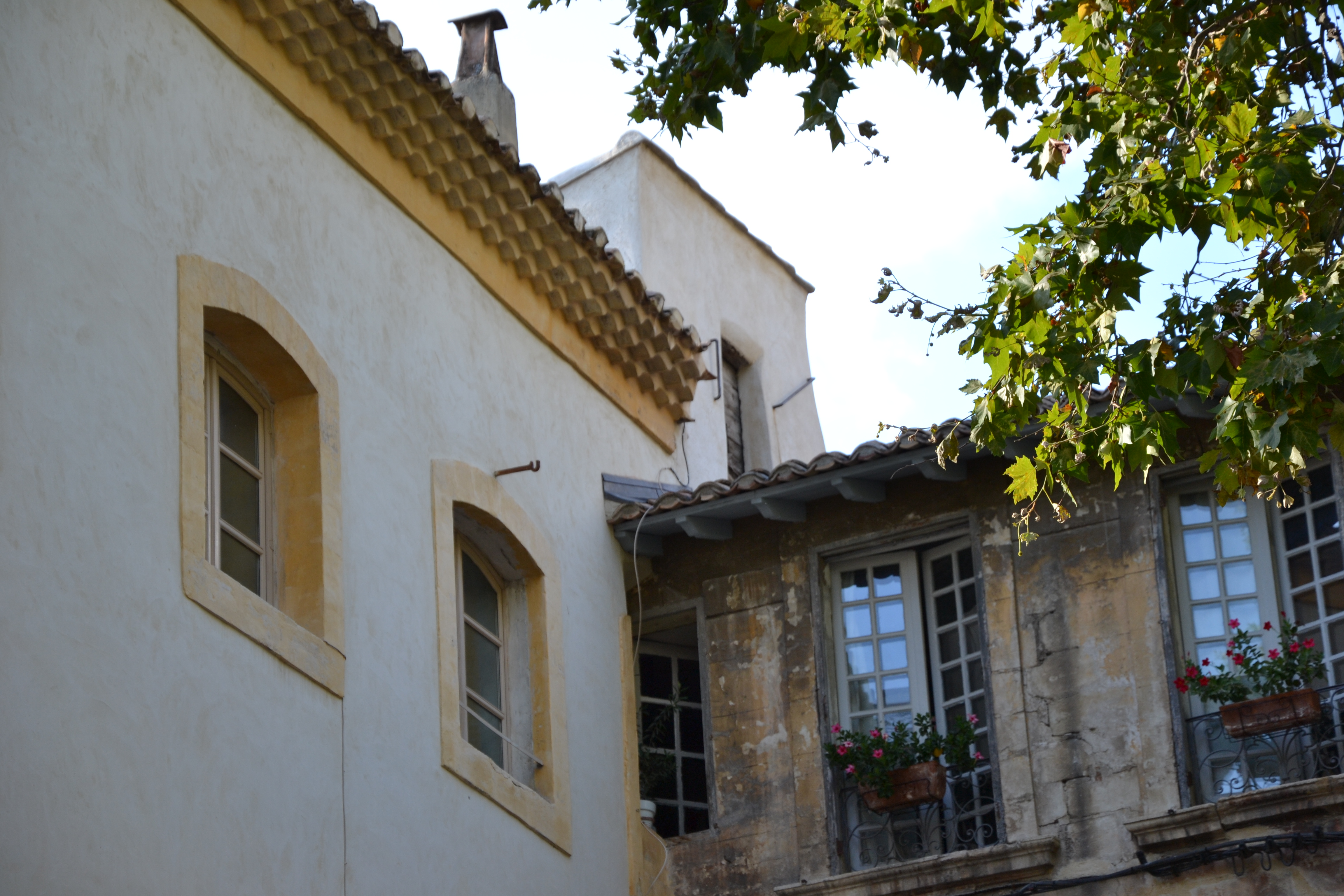